# Quintín Aldea Vaquero
Quintín Aldea Vaquero (Gema, Zamora, España, 7 de marzo de 1920 - Salamanca, 30 de enero de 2012) fue un jesuita, historiador y académico numerario de la Real Academia de la Historia y bibliotecario perpetuo, entre otros puestos, responsabilidades y colaboraciones.

## Biografía
Nació en Gema, en el seno de una familia de agricultores, localidad en la que cursó los estudios primarios. Continuó sus estudios en la escuela apostólica de los Misioneros Oblatos de María Inmaculada, en el seminario menor de Carrión de los Condes, en el noviciado de la Provincia de León que los jesuitas españoles improvisaron en Marquain (Bélgica) y que fue completando con estudios en Letras y Humanidades en Carrión de los Condes y Salamanca, con los de Filosofía en Tudela y Oña, con los de Teología en Comillas y Dublín. Además, complementó su formación académica en la Sorbona de París, en la Universidad Gregoriana de Roma, en Múnich, en Bruselas y en la Universidad Complutense de Madrid. Durante su estancia en Dublín fue ordenado sacerdote (31 de julio de 1951) y en 1954 hizo los últimos votos en la Compañía de Jesús.
Desde 1958, y hasta 1965, regentó la cátedra de Historia Moderna y Contemporánea de Comillas. En 1965 se incorporó al Consejo Superior de Investigaciones Científicas (CSIC), agencia estatal en la que desempeñó diversos cometidos y cargos. Además, dirigió el Instituto “Enrique Flórez” de Historia de la Iglesia, fue redactor jefe de la revista Hispania y director del Instituto Germano-Español de Investigación de la Sociedad Görres en Madrid, entre otras responsabilidades.
El 21 de junio de 1996 fue elegido académico de número de la Real Academia de la Historia (RAH), sustituyendo al asesinado Tomás y Valiente, institución en la que también fue designado bibliotecario perpetuo.

## Obra
Cuenta con una extensa y variada obra, especialmente relacionada con la historia eclesiástica hispana y las relaciones internacionales de España, además de haber dirigido y participado en una multitudinaria lista de congresos internacionales. De su obra, destacar especialmente su contribución al Diccionario de historia eclesiástica de España junto a Tomás Marín Martínez y José Vives, el manual La Iglesia del siglo XX en España, Portugal y América Latina y en el tratado España y Europa en el Siglo XVII: correspondencia de Saavedra Fajardo, el libro El indio peruano y la defensa de sus derechos. También fueron notables sus colaboraciones en obras conjuntas y su coordinación en las mismas, como es el caso del Diccionario Biográfico Español de la Real Academia de la Historia.